# شهرستان جارما
شهرستان جارما (به قزاقی: Жарма ауданы، جارما اۋدانى) یک منطقهٔ مسکونی در قزاقستان است که در استان آبای واقع شده‌است. شهرستان جارما ۲۳٬۴۰۰ کیلومتر مربع مساحت و ۴۳٬۱۷۶ نفر جمعیت دارد.